# Xenia sansibariana
Xenia sansibariana är en korallart som beskrevs av May 1899. Xenia sansibariana ingår i släktet Xenia och familjen Xeniidae. Inga underarter finns listade i Catalogue of Life.